# Venustiano Carranza, Puebla
Venustiano Carranza là một đô thị thuộc bang Puebla, México. Năm 2005, dân số của đô thị này là 26465 người.